# Habenaria macilenta
Habenaria macilenta là một loài thực vật có hoa trong họ Lan. Loài này được (Lindl. ex Benth.) Rchb.f. mô tả khoa học đầu tiên năm 1865.